# أنا أنا الصديق (أغنية)
أنا أنا الصديق أو يوف غود أ فريند إن مي (بالإنجليزية: You've Got a Friend in Me)‏ هي أغنية من كتابة والتسجيل الأول راندي نيومان. أصلاً كتبت كشارة أغنية لفيلم 1995 حكاية لعبة من ديزني/بيكسار، منذ ذلك أصبحت الشارة للتتمة، حكاية لعبة 2 وحكاية لعبة 3 مهيمنة موسيقية لكل علامة حكاية لعبة التجارية. رُشحت الأغنية لكلا جائزة الأوسكار لأفضل أغنية أصلية وجائزة غولدن غلوب لأفضل أغنية أصلية، ولكن خسرت كليهما إلى كولورس أوف ذا واينت من بوكاهانتس.
مثل أغاني ديزني العديدة الأخرى،  تم تعطية أنا أنا الصديق عدة مرات. تميزت نسخ التغطية أفلام حكاية لعبة الثلاثة داخل ثنائي مع نيومان ولايل لوفيت في حكاية لعبة، نسخة من قبل روبيرت غوليت ودور فعال من قبل توم سكوت في حكاية لعبة 2، نسخة اللغة الإيطالية من قبل ريكاردو كوجيانتي، واللغة الأسبانية من قبل جيبسي كينغز في حكاية لعبة 3.

## تاريخ الإصدار
| الشكل     | تاريخ الإصدار  | Catalog |
| --------- | -------------- | ------- |
| شريط سمعي | 12، إبريل 1996 | #60367  |
| أسطوانة   | 12، إبريل 1996 | #60367  |